# Lispe nigrimana
Lispe nigrimana este o specie de muște din genul Lispe, familia Muscidae. A fost descrisă pentru prima dată de Malloch în anul 1923. Conform Catalogue of Life specia Lispe nigrimana nu are subspecii cunoscute.